# Fred Guy
Fred Guy (Burkeville, 23 maggio 1897 – New York ?, 22 dicembre 1971) è stato un suonatore di banjo e chitarrista statunitense di musica jazz, noto soprattutto per la sua militanza nell'orchestra di Duke Ellington.

## Biografia
Guy passò l'infanzia e la giovinezza a New York. Iniziò la sua carriera suonando il banjo e la chitarra nell'orchestra di Joseph C. Smith e nel 1925 si unì ai Washingtonians di Duke Ellington, rimpiazzando Elmer Snowden, che se n'era andato per conflitti su questioni finanziarie. Guy sarebbe rimasto con Ellington per i 24 anni che seguirono.
Agli inizi, Guy era impiegato soprattutto al banjo in funzione ritmico/armonica. A partire dagli anni 1930, la presenza della chitarra divenne sempre più frequente. Guy non fu mai chiamato ad esibizioni solistiche (almeno, non su disco), ma il suo lavoro di supporto può essere apprezzato in brani come "East St. Louis Toodle-oo" e "Black and Tan Fantasy". Guy compare anche - tra le file dell'orchestra - nel film del 1929 Black and Tan. Alla transizione di Guy dal banjo alla chitarra (che aveva un suono meno potente di quello del banjo)  corrispose però una diminuzione della sua importanza per il suono complessivo. Quando Guy - che suonava un banjo Gibson e una chitarra Gibson L5 o L7 - abbandonò l'orchestra, non fu sostituito.
Guy non ebbe mai l'occasione di registrare da leader e, dopo l'esperienza con Ellington, smise di fare il musicista a tempo pieno. Divenne infine il direttore di una sala da ballo a Chicago ritirandosi completamente dalla professione.